# Aktion Kugel
L'Aktion Kugel, anche nota come "Decreto Proiettili", fu un ordine segreto emanato nel marzo 1944. Il decreto stabilì che i prigionieri di guerra alleati fuggitivi, in particolare gli ufficiali e i sottufficiali anziani, dovevano essere consegnati al Sicherheitsdienst per essere giustiziati "come parte dell'Aktion Kugel" ("im Rahmen der Aktion Kugel") nel campo di concentramento di Mauthausen-Gusen.
Fu fatta eccezione per gli ufficiali delle forze armate britanniche e statunitensi: la decisione doveva essere presa dall'OKW per ogni singolo caso. Questo ordine violò apertamente la Convenzione di Ginevra del 1929 sul trattamento dei prigionieri di guerra, per cui erano previste solo sanzioni disciplinari nei confronti dei prigionieri evasi.

## Il testo originale
Il documento indicato nel processo di Norimberga dall'accusa come "Decreto Proiettili", datato 2 marzo 1944, non è stato trovato in originale ma piuttosto come telex, inviato il 4 marzo 1944 e contrassegnato come segreto del Reich: Heinrich Müller, in qualità di capo della Gestapo, trasmise l'ordine alla polizia e agli ispettori del SD.
Sull'autenticità del decreto non possono esservi dubbi di alcun tipo, Ernst Kaltenbrunner ne ammise la conoscenza e gli fece riferimento in altri documenti. La tentata fuga di 140 ufficiali olandesi dallo Stalag 371 durante un trasporto è sospettata come il motivo specifico dell'ordine: nove fuggitivi furono poi assassinati a Mauthausen.

## Contenuti
Il telex del 4 marzo 1944 riporta come oggetto: "Misure contro i prigionieri di guerra in fuga ripresi e i sottufficiali non in servizio - ad eccezione dei prigionieri di guerra britannici e americani". L'espressione "sottufficiali non in servizio" descrive il gruppo di sottufficiali di grado superiore che, secondo le disposizioni della Convenzione di Ginevra, furono liberati e trattati su un piano di parità con gli ufficiali.
La lettera inizia con:«L'OKW. [sic] ha ordinato quanto segue: 1. Ogni ufficiale ripreso o sottufficiale non in servizio, ad eccezione dei prigionieri di guerra britannici e americani, deve essere consegnato al capo della polizia di sicurezza e SD con il codice "Livello III". In secondo luogo, questo trasferimento "non dovrebbe essere conosciuto ufficialmente in nessun caso"».
In risposta alle richieste del Comitato internazionale della Croce Rossa, questi prigionieri di guerra dovevano essere segnalati alla Wehrmacht come "fuggiti e non ripresi". Il terzo punto stabilì una norma specifica per i cittadini britannici e statunitensi: furono arrestati fuori dal campo di prigionia e, se necessario, presi in custodia dalla polizia "lontano dalla vista dei prigionieri di guerra". Quindi bisognava prendere immediatamente una decisione "caso per caso" sul loro possibile trasferimento al SD.
I regolamenti per l'attuazione furono quindi aggiunti sotto il titolo "Ordino quanto segue per questo scopo". I trasferiti dovevano essere tenuti nel campo di Mauthausen "secondo la consueta procedura". Durante il trasporto i prigionieri dovevano essere legati e tenuti nascosti. Il comandante del campo di Mauthausen doveva essere informato che "il trasferimento stesse avvenendo nell'ambito dell'Aktion Kugel". All'OKW fu chiesto di istruire i campi di prigionia per non inviare i catturati a Mauthausen ma bensì alla stazione di polizia competente.

### Attuazione del decreto
Le vittime tipo colpite da questo decreto furono gli appartenenti all'Armata Rossa. Un'istruzione contrassegnata come "segreta" dal comando del distretto militare di Soest del 27 luglio 1944 si riferì al trasferimento dei prigionieri di guerra alla polizia segreta di stato, elencando anche gli ufficiali e uomini sovietici rilasciati dalla prigionia a causa dei reati penali, del rifiuto di lavorare o per le loro opinioni politiche confermate alla Gestapo. Anche i prigionieri di guerra polacchi condannati per sabotaggio dovevano essere consegnati: in questi casi non fu necessaria la segnalazione all'OKW. Nel caso dei prigionieri di guerra di altra nazionalità, compresi i prigionieri di guerra belgi e francesi e gli internati militari italiani, fu richiesta l'approvazione dell'OKW o del comando distrettuale militare competente.

## Esecuzioni capitali a Mauthausen
L'Aktion Kugel è considerata l'istruzione che diede il via alla crescente radicalizzazione nel trattamento dei prigionieri di guerra. Le fughe in massa degli ufficiali diedero a Heinrich Himmler il motivo per attaccare il sistema di gestione dei prigionieri di guerra gestito dalla Wehrmacht, consentendo al Reichssicherheitshauptamt di agire. Già nel 1943, i prigionieri furono portati a Mauthausen dal servizio di sicurezza "con la parola chiave Kugel" e quindi giustiziati; probabilmente già in precedenza fu inviato un "ordine K" per i lavoratori forzati; dopo il 23 giugno 1944, a Mauthausen non si trovarono più prigionieri civili dei campi di concentramento.
Nel processo di Norimberga esiste una dichiarazione giurata dei testimoni i quali riferirono in merito all'assassinio dei prigionieri di guerra trasportati a Mauthausen:
Tali esecuzioni continuarono fino alla fine di maggio 1944. Successivamente, i prigionieri "K" furono alloggiati nel Blocco 20. Invece di uccidere immediatamente i prigionieri, in genere venivano lasciati morire di fame. Il 2 febbraio 1945, 419 prigionieri "K" riuscirono a fuggire; nei giorni e nelle settimane che seguirono, quasi tutti furono catturati e uccisi durante la cosiddetta Mühlviertler Hasenjagd.
Non sono stati rinvenuti documenti dai quali sia possibile determinare il numero di prigionieri uccisi a seguito dell'attuazione del decreto. La cifra di 1.300 persone fornita da un testimone nel corso del processo si è rivelata di per sé poco attendibile, mentre secondo altre fonti furono 4.700 i prigionieri "K" a perdere la vita a Mauthausen. La dichiarazione più diffusa ammonta a 5.040 persone, di cui 4.300 persone (85%) circa furono prigionieri di guerra sovietici.

## Responsabilità
L'URSS aderì alla Convenzione dell'Aia del 1907 sulla guerra terrestre, ma non alla Convenzione di Ginevra del 1929 sui prigionieri di guerra. Le esecuzioni dei prigionieri di guerra sovietici furono indubbiamente illegali e proprio perché furono i membri dell'Armata Rossa principalmente a cadere vittime del "Decreto Proiettili", ciò ebbe un ulteriore effetto sull'ordine del commissario del 6 giugno 1941.
Hermann Göring in tribunale negò di essere a conoscenza del decreto mentre Ernst Kaltenbrunner riferì di averlo scoperto solo per caso:
Wilhelm Keitel riferì in un interrogatorio:"Non ho firmato quest'ordine, non l'ho visto, non c'è dubbio." Indicò anche altre possibilità nella sua testimonianza e concordò con l'interpretazione di Kaltenbrunner secondo cui Adolf Hitler aveva lasciato a Heinrich Himmler un ordine verbale senza consultare né lui, né l'imputato Keitel.
Secondo Christian Kretschmer, tutte le indicazioni suggeriscono che l'ordine provenisse dal circolo Hitler-Himmler-Müller; non è chiaro fino a che punto Hans von Graevenitz, in qualità di capo del sistema dei prigionieri di guerra, fosse coinvolto nella redazione. Kretschmer ritiene improbabile che l'OKW abbia emesso un ordine scritto che indicasse esplicitamente l'assassinio degli ufficiali consegnati alla Gestapo. Tuttavia, la consegna dei prigionieri alla Gestapo potrebbe suggerire l'idea dell'esecuzione.